# Colonia Carrasco
Colonia Carrasco é uma junta de governo da província de Entre Ríos, na Argentina.